# Манфредини, Дина
Ди́на Манфреди́ни (итал. Dina Manfredini, в девичестве Гуэ́рри, Guerri; 4 апреля 1897, Пьевепелаго, Эмилия-Романья — 17 декабря 2012, Джонстон, Айова) — итальянско-американская долгожительница, носившая титул старейшего жителя Земли с 4 по 17 декабря 2012 года после смерти 116-летней Бесси Купер. Умерла в возрасте 115 лет 257 дней.

## Биография
Родилась в городе Пьевепелаго, который находится в провинции Эмилия-Романья. В 1920 году эмигрировала в Де-Мойн (штат Айова) вместе с мужем Риккардо Манфредини (умер в 1965 году). Во время Второй мировой войны работала на заводе боеприпасов. После смерти мужа Дина более 40 лет жила одна, а затем перебралась в дом престарелых. В 101 год у неё было обнаружено онкологическое заболевание.
В её семье было четверо детей; трое из них живы до сих пор. Также у Дины Манфредини 7 внуков, 7 правнуков и 12 праправнуков. К концу жизни сильно ухудшился слух.
Скончалась 17 декабря 2012 года в Джонстоне, штат Айова, в возрасте 115 лет и 257 дней. После её смерти старейшим живущим жителем земли стал Дзироэмон Кимура, позже ставший старейшим мужчиной в истории. Он также является последним живущим человеком, родившимся в 1897 году.